# HBO Go
HBO Go foi um serviço de streaming em todo o mundo oferecido pela rede de TV a cabo premium americana HBO. Ele permitia que os assinantes da HBO transmitissem conteúdo da HBO sob demanda, incluindo séries, filmes, especiais e eventos esportivos, através do site ou aplicativos para smartphones, Smart TVs, consoles de videogame e players de mídia digital. O serviço foi lançado pela primeira vez em 18 de fevereiro de 2010 nos Estados Unidos e chegou ao Brasil no dia 3 de setembro de 2012, restrito apenas a assinantes da Sky que possuíssem o pacote de canais.
Em junho de 2020, a WarnerMedia anunciou que o HBO Go seria descontinuado na América do Norte para dar lugar ao seu novo serviço de streaming, o HBO Max. No Brasil e na América Latina, o HBO Go foi descontinuado em 29 de junho de 2021 coincidindo com o lançamento do HBO Max no território.

## Visão geral
O HBO Go é o sucessor do HBO on Broadband, que foi originalmente lançado em janeiro de 2008 para clientes da Time Warner Cable em Green Bay e Milwaukee, Wisconsin. A programação de conteúdo disponível no serviço consistia em 400 horas de filmes de longa metragem e filmes originais da HBO (incluindo 130 títulos de filmes que giravam mensalmente), especiais e séries originais que podiam ser baixados sem custo adicional para os assinantes da HBO. Para acessar o serviço, os usuários precisavam ser assinantes de TV a cabo com um pacote HBO e ser clientes do serviço de internet via cabo da Time Warner.
O HBO Go foi lançado nos EUA em 18 de fevereiro de 2010, inicialmente disponível através da Verizon FiOS. Nos anos seguintes, o serviço expandiu-se para outros fornecedores, incluindo a AT&T U-verse, Comcast, Cox Communications, Time Warner Cable, DirecTV, Dish Network, Suddenlink Communications, e Charter Communications em alguns estados, bem como Google Fiber TV.
No lançamento, o serviço era acessível apenas em computadores através do site da HBO. Aplicativos para dispositivos iOS e Android foram lançados em 29 de abril de 2011, disponibilizando o serviço em smartphones e tablets. O aplicativo teve mais de um milhão de downloads em sua primeira semana e foi baixado mais de três milhões de vezes até o final de junho de 2011.
Em outubro de 2011, os players de streaming do Roku se tornaram os primeiros dispositivos conectados à televisão a suportar o serviço, e a disponibilidade foi posteriormente lançada nos consoles Apple TV, Chromecast, PlayStation, Smart TVs Samsung e consoles Xbox. Em 3 de setembro de 2012, o serviço foi lançado no Brasil, com acesso apenas por assinantes da Sky com o pacote HBO. Posteriormente, foi expandido para assinantes de mais operadoras de TV por assinatura.
No dia 7 de dezembro de 2016, o HBO Go passou a ser vendido como um serviço adicional para assinantes de banda larga fixa da Oi em algumas localidades e, no primeiro semestre de 2017, foi disponibilizado para clientes da Vivo. Em 30 de outubro de 2017, foi adicionada a possibilidade de realizar assinaturas do serviço através da App Store e Google Play, se lançando de vez no mercado de streaming.

## Conteúdo
O HBO Go possui uma coleção de filmes (de estúdios que mantêm acordos de distribuição com a HBO, incluindo a 20th Century Fox, a Universal Pictures e a Warner Bros. Pictures), com um número significativo de títulos adicionados e removidos do serviço todos os meses. As séries originais da HBO estão disponíveis de forma permanente. Entretanto, não constam no catálogo várias séries anteriores da HBO, como Tales from the Crypt, Tenacious D, 1st & Ten, Arliss, Da Ali G Show, e The Ricky Gervais Show. Além disso, ao contrário dos serviços de streaming oferecidos pela maioria das outras redes de televisão por assinatura, o HBO Go não fornece acesso a transmissões ao vivo.

## Ligações exetrnas
- Catálogo completo do HBO Go Brasil no JustWatch